# Ford Taunus G93A
Ford Taunus G93A er en lille familiebil, der blev produceret af Ford i Tyskland mellem 1939 og 1942. Modellen var en efterfølger til Ford Eifel . Det var den første bil udviklet i Köln af Ford Werke, der indtil da alene har fremstillet biler udviklet af Ford i USA eller Storbritannien. Produktionen begyndte den 30. april 1939 og den første bil vist offentligt i juni 1939, mindre end seks måneder før udbruddet af 2. verdenskrig i Europa.
Krigen betød en afbrydelse af produktionen, men efter krigen genopstod modellen i 1948 som Ford Taunus G73A og forblev i produktion indtil 1952. Dette var den første (og indtil 1970'erne den sidste) Ford Taunus, der havde en fastback-form. Modellen havde ret voldsomme krumninger, der var resultatet af at anvende nordamerikansk stil med fastback-design på en relativt kort akselafstand, hvilket ikke alle anså kønt, og modellem fik tilnavnet "Buckeltaunus" (pukkelryg-Taunus).
Modellen var den første tyske Ford, der benyttede mærket Taunus.

## Ford Taunus G93A (1939-1942)
Den 30. april 1939 begyndte Ford Werke i Köln at fremstille den nye Taunus, der som en mellemstor bil skulle passe ind i modelprogrammet mellem den lille Ford Eifel og virksomhedens store V8-modeller. Bilen blev præsenteret for offentligheden i juni 1939. Bilen havde ikke selvbærende karrosseri, der årene forinden var blevet introduceret af Citroën med Traction Avant og af ærkekonkurrenten Opel med Olympia, men var dog avanceret i forhold til andre mere konventionelle bilmodeller, idet bilens karrosseri var svejset til chassiset i stedet for blot at være boltet sammen. Grundlæggende var platformen en forlænget strakt gulvplade og ramme overtaget fra forgængeren Eifel. Ved introduktionen kostede bilen 2.870 mark, men kunderne havde mulighed for at betale 22 mark ekstra for en brudsikker forrude.

### Karrosseri
Bilens design fulgte 1930'ernes amerikanske mode med strømlinede modeller bl.a. inspireret af datidens Lincoln-Zephyr. Designet blev foretaget i Fords hovedkvarter i Detroit hovedsageligt af den dengang nyudnævnte designchef E.T. "Bob" Gregorie og divisionschefen for Lincoln-Mercury Edsel Ford, søn af Henry Ford. 
Ligesom Eifel havde Ford Taunus stive aksler, men med nyudviklede hydrauliske bremser.

### Motoren
Taunus G93A var planlagt at blive udstyret med en 1,5 liters sideventileret motor med 44 hk, der var en videreudvikling af den 1,2 liters motor, der var anvendt i Eifel. Men allerede i marts 1939 indførte den tyske regering som led i krigsforberedelserne restriktioner, hvorfor Ford kun fik tilladelse til at producere en enkelt standardiseret motor i bilklassen med motorer mellem 1,2 og 2,0 liter, og Ford anvendte herefter den mindre motor fra Eifel-modellen til den nye Taunus.
Taunus G93A blev således fra 1939 leveret med en 1.172 cc-mod med en ydelse på 34 hk (34PS; 25kW) med en tretrins-gearkasse. Bilen var baghjulstrukket.

### Krigen
Den tyske bilindustri  blev ikke underlagt de samme krav om omlægning til krigsproduktion som den britiske bilindustri, men produktionen af personbiler i Tyskland blev ikke desto mindre begrænset af regeringens politik, og Ford måtte opgive den oprindelige plan om også at producere en cabrioletudgave af Taunus G93A. Førkrigsbilen blev kun produceret som en todørs sedan.
I løbet af krigen blev Fords betydning som producent lette lastbiler til militæret løbende forøget, og i februar 1942 sluttede personbilsproduktionen på Ford-fabrikken. Der blev i 1942 kun bygget 42 Taunus G93A'ere, men da produktionen ophørte, var der fremstillet i alt 7.100 styk af modellen.

## Ford Taunus G73A (1948-1952)
Efter krigen var de tyske bilfabrikker kraftigt beskadiget af bombninger, ligesom bilfabrikkerne i den sovjetiske besættelseszone i vidt omfang var blevet demonteret og sendt til Sovjetunionen. Ford Werke var placeret i den britiske besættelseszone, og prioriteten for besættelsesmagterne på Fords fabrik var at fortsætte produktionen af lette lastbiler. Men allerede i 1946 blev der udviklet tegninger til forbedring af førkrigstidens Taunus, og to år senere, i maj 1948, blev den nye Ford Taunus, nu kaldet G73A, udstillet på eksportmessen i Hannover.
Værktøjerne til det stålkarosseriet var under krigen forblevet i Berlin ved den amerikansk ejede karrosseribygger Ambi Budd. Efter langvarige forhandlinger med de sovjetiske besættelsesmyndigheder blev værktøjerne til sidst frigivet. På grund af manglende kapacitet på Fords fabrik i Köln blev produktionen af de første 1948-biler udliciteret til Volkswagen i Wolfsburg og Karmann i Osnabrück, men i november 1948 blev hele produktionsprocessen placeret i Fords fabrikker i Köln. Der blev i 1948 udover lastbiler bygget 182 Taunus sedans og 144 varebiler på fabrikken i Köln. Som før krigen var der kun en model tilgængelig, og efterkrigsmodellen kunne kun fås i en grå farve.

### Udvidelse af sortimentet
I 1949 tilføjede Ford en Taunus-version med karrosserivarianter af Taunus G73A bygget af karrosseribyggere som Karmann fra Osnabrück, Drauz fra Heilbronn og Plasswilm i Köln. De nye udgaver omfattede to- og firesæders cabrioletter, en speciel firedørs cabriolet til brug af politiet, små tredørs stationcars og endda firedørs taxaer.

### Opgraderinger i 1950 og 1951
I maj 1950 introducerede Ford Taunus Special, som indeholdt et firetrins gearkasse. Taunus Special havde en udstrakt brug af krom, især på den forstørrede frontgrill og på kofangerne. Bagruden blev forstørret, og modellen blev udstyret med blinklys i stedet for retningsvisere. I januar 1951 blev der introduceret en Taunus de Luxe med en forrude i ét stykke og yderligere ekstraudstyr.

### Teknisk
Teknisk set var Taunus G73A kun ændret lidt i forhold til G93A fra 1939. Modellen havde bibeholdt den velkendte 1.172 cc sideventilerede motor fra Ford Eifel med en motorkraft på 34 hk, der kunne give en tophastighed på 105 km/t. Motorerne havde en forventet levetid på 80.000 km.
Indtil 1950 blev modellerne leveret med tre-trins gearkasse, der dog havde synchromesh på 2. og 3. gear. Gearkassen gav dog ofte problemer, og skulle den repareres, var det nødvendigt først at fjerne motoren, eller endnu bedre bagakslen.
Taunus G73A havde stive aksler for og bag og affjedring ved hjælp af bladfjedre. Drivakslen var indesluttet i et stålrør og havde kun et enkelt kardanled, der var placeret lige bag gearkassen. Baghjulslejerne var placeret direkte på bagakslen. Konstruktionen var usædvanlig enkel, men de resulterende belastninger gav anledning til en forkortet aksellevetid. Modellen havde hydrauliske bremser med et enkelt kredsløb, hvilket var sædvanligt på det tidspunkt.

## Efterfølger
Taunus G93A/73A blev i januar 1952 efterfulgt af Ford Werkes første efterkrigstidsmodel, Taunus P1. Produktionen af den gamle G73A-model fortsatte indtil efteråret 1952. Der blev i alt produceret 76.590 eksemplarer af modellen.